# Wapen van Rossum

Wapen van Rossum

Het wapen van Rossum toont het wapen van de voormalige gemeente Rossum. Het wapen werd op 25 maart 1818 bevestigd bij Koninklijk Besluit aan de gemeente. De omschrijving luidt:
"Van zilver, beladen met 3 roode papegaaijen."

## Geschiedenis
Het wapen werd al gevoerd door Gerard, ridder van Rothem of Rossum in 1276. Op een akte uit 893 wordt Rossum "Rotheheim" genoemd. "Rothe" is een plaatsaanduiding van een gerooid bos, "heim" betekent woonplaats. Rossum wordt als 'Rotheheim' genoemd in een akte uit 893. De naam is samengesteld uit 'rothe', dat een plaats aanduidt waar bos gerooid is en 'heim, dat woonplaats betekent. De gemeente Rossum ontstond door de samenvoeging van Heerewaarden en Hurwenen in 1818. Deze splitsten weer af in 1821, Hurwenen werd in 1955 weer toegevoegd, waarna de gemeente Rossum in 1999 werd opgeheven en werd toegevoegd aan Maasdriel. De papegaaien van Rossum werden opgenomen in het nieuwe wapen van Maasdriel.

## Verwante wapens

Maarten van Rossum
Wapen van Maasdriel
Wapen van Gameren

Aalst · 
Ammerzoden · 
Angerlo · 
Appeltern · 
Batenburg · 
Beesd · 
Beltrum · 
Bemmel · 
Bergharen · 
Bergh · 
Beusichem · 
Borculo · 
Brakel · 
Buurmalsen · 
Deil · 
Didam · 
Dinxperlo · 
Dodewaard ·
Doornspijk ·
Dreumel ·
Driel ·
Echteld ·
Eibergen ·
Elst ·
Est en Opijnen ·
Everdingen ·
Ewijk ·
Gameren ·
Geesteren · 
Geldermalsen · 
Gendringen · 
Gendt ·
Groenlo ·
Groesbeek ·  
Haaften ·
Hedel ·
's-Heerenberg ·
Heerewaarden ·
Hemmen ·
Hengelo ·
Herwen en Aerdt ·
Herwijnen ·
Heteren ·
Heukelum ·
Hoevelaken ·
Horssen ·
Huissen ·
Hummelo en Keppel ·
Hurwenen  ·
Kerkwijk ·
Keppel ·
Kesteren ·
Laren · 
Lichtenvoorde ·
Lienden ·
Lingewaal · 
Maurik ·
Millingen aan de Rijn ·
Nederhemert ·
Neede ·
Neerijnen ·
Netterden ·
Niftrik ·
Nijbroek ·
Ophemert ·
Overasselt ·
Pannerden ·
Poederoijen · 
Renkum ·
Rijnwaarden ·
Rossum ·
Ruurlo ·
Steenderen ·
Terborg ·
Twello ·
Ubbergen ·
Valburg ·
Varik ·
Vorden ·
Vuren ·
Waardenburg ·
Wadenoijen ·
Wamel ·
Wehl ·   
Warnsveld ·
Wisch ·
Zeddam ·
Zelhem ·
Zoelen ·
Zuilichem 

Dorps-, heerlijkheids- en stadswapens: 

Acquoy 
· Baak 
· Barlham 
· Bredevoort 
· Doreweerd 
· Elden
· Enspijk 
· Gellicum 
· Groessen 
· Hakfort 
· Hellouw 
· IJzendoorn 
· Kell  
· Lede en Oudewaard 
· Lichtenberg 
· Loil 
· Maasbommel 
· Meijnerswijk 
· Meteren 
· Middagten 
· Rhenoy 
. Rumpt
· Tricht 
· Verwolde 
· Wildenborch